# Video Electronics Standards Association
Die Video Electronics Standards Association (VESA) ist eine Organisation, in der sich rund 340 Mitgliedsfirmen (Stand: Januar 2023) zusammengeschlossen haben, um einheitliche Spezifikationen von Videostandards speziell für den Bereich der Computergrafik zu erstellen. Sie gilt als eine der größten industriellen Standardisierungsorganisationen. Vor allem bei der jährlich stattfindenden Tagungsreihe SIGGRAPH beteiligt sie sich regelmäßig mit zahlreichen Vorträgen.

## Geschichte
Die Video Electronics Standards Association wurde im Jahr 1988 von NEC Home Electronics, einem großen Produzenten von MultiSync-Monitoren und acht Grafikkarten-Herstellern gegründet: ATI Technologies, Genoa Systems, Orchid Technology, Renaissance GRX, STB Systems, Tecmar, Video 7 und Western Digital/Paradise Systems.
In den 1980er Jahren existierten verschiedene Computertypen und Grafikstandards, von denen nahezu jeder einen kompatiblen Bildschirm oder zumindest einen passenden Adapter erforderte. VESA kam auf die Idee, die Schnittstelle zwischen Computer und Bildschirm zu standardisieren; so konnten sich die beiden Geräte unabhängig voneinander entwickeln. Das ursprüngliche Ziel der Organisation war vor allem die Festlegung eines Industriestandards für die aufkommende SVGA-Bildschirmauflösung mit 800 × 600 Pixel.
Größere Bekanntheit erlangte VESA vor allem durch ihre Spezifikation der VESA BIOS Extension und des VESA Local Bus (VLB) für IBM-PC-kompatible Rechner. Mit DPMS, Video Input Port (VIP) und DFP-Techniken ergaben sich bald weitere Betätigungsfelder für die VESA.
Weiterhin hat die VESA durch Definition der sogenannten VESA-Modi für die Timings der Bildschirm-Steuersignale und der damit verbundenen General Timing Formula (GTF) auch heute noch große Bedeutung für die Standardisierung von Teilen der Computertechnik. Des Weiteren wurde der DDC (Display Data Channel)-Standard und die daran geknüpfte Extended Display Identification Data (EDID)-Spezifikation von VESA festgeschrieben. Bei der Standardisierung der DVI-D- und DVI-I-Verbindungstechniken für digitale Videodaten wurde ebenso mitgewirkt. Auch neuere Standards wie HDTV werden absehbar von der VESA beeinflusst. Vorschläge zur Standardisierung vom August 2005 propagieren den DisplayPort, der auf PCI-Express-Techniken aufbaut. Ähnlich wie bei HDMI können hochauflösende Video- und Audiosignale verschlüsselt und unkomprimiert über ein einziges Kabel zu einem Bildschirm übertragen werden.
Im November 2010 erklärte der Zusammenschluss eine Kooperation mit der Wireless Gigabit Alliance (WiGig), um gemeinsam an den Standards für den kabellosen DisplayPort weiterzuentwickeln. Nachdem WiGig im Jahr 2013 in der Wi-Fi Alliance aufgegangen war, kündigten VESA und WI-Fi Alliance die Fortsetzung der Zusammenarbeit an, zunächst vor allem zur Weiterentwicklung der 60-GHz-Technik.

## VESA-Standards

### VESA BIOS Extension (VBE)
Siehe dazu der Artikel VESA BIOS Extension (VBE)

### Displaytimings
Damit sich der Computer, der das Videosignal sendet, und der Bildschirm, der das Videosignal empfängt, verstehen, müssen beide Seiten ein Signal verwenden, das denselben Regeln für den zeitlichen Ablauf (Timing) folgt.

#### Display Monitor Timing (DMT)
Im ersten Ansatz eines VESA-Standards wurde eine Liste von Bildauflösungen, Farbtiefen und Bildwiederholfrequenzen erstellt, die die jeweils dazugehörigen Zeitwerte – das Timing – enthält. Trotz einer neueren Methode einer Formel zur dynamischen Berechnung des Timings wird diese Display Monitor Timing genannte Liste von der VESA immer noch gepflegt. Mitte 2014 war die neueste DMT-Ausgabe „Revision 13“ vom März 2013.

#### General Timing Formula (GTF)
Die Bildschirmindustrie entwickelte sich rasant. Statt Bildschirme mit fixen Timings zu bauen, wurden die Ansteuerungen der Röhrenbildschirme flexibler und ließen eine Vielzahl von verschiedenen Auflösungen zu. Statt alle möglichen Auflösungen und Timings in die DMT-Tabelle aufzunehmen, begann VESA 1996 eine Formel zu vermarkten, die es erlaubte, aus einer gewünschten Auflösung und Bildwiederholfrequenz die benötigten Timings auszurechnen.
Die General Timing Formula trug den damals bekannten technologischen Rahmenbedingungen Rechnung. Z. B. muss die horizontale Auflösung durch acht teilbar sein, der horizontale Synchronisationspuls sollte acht Prozent der Bildschirmzeilenlänge betragen.
Die GTF-Spezifikation ist nicht frei erhältlich. Ein Open-Source-Programm ist jedoch in der Lage, die Timings nach GTF zu berechnen.

#### Coordinated Video Timings (CVT)
Die Bildschirmindustrie schritt weiter voran. Die Röhrenbildschirme wurden zunehmend durch LCD- oder Plasmabildschirme abgelöst. Die Röhrenbildschirme benötigten am Schluss des Bildes eine bestimmte Zeit, bis der Elektronenstrahl von unten rechts nach oben links gewandert war. Diese Austastlücke genannte Pause ist bei LCD-Schirmen technisch überflüssig und kann mit Reduced blanking eingespart werden.
Die Informationstechnik und die Unterhaltungstechnik verschmolzen immer mehr: Durch die Digitalisierung der Fernsehapparate wurden auch die dort verwendeten Bildauflösungen (720p, 1080i, …) und Seitenverhältnisse (z. B. 16:9 statt der früher in der IT-Welt verbreiteten 4:3) für die IT-Industrie interessant. Deshalb entschloss sich die VESA 2003, die GTF den neuen Bedingungen anzupassen und entwarf eine auf GTF basierende, verfeinerte CVT-Formel.
CVT kodiert das Seitenverhältnis ins Signal (die Länge des vertikalen Synchronisationspulses gibt das Seitenverhältnis an, z. B. 4 Zeilen → 4:3, 5 Zeilen → 16:9…), und ob das Videosignal „normale“ Röhrenaustastzeiten verwendet oder verkürzte LCD-Austastzeiten, wird über die Polarität der Syncpulse geregelt (H−/V+ → normal, H+/V− → verkürzt)
Die CVT-Spezifikation ist nicht frei erhältlich. Ein Open-Source-Programm ist jedoch in der Lage, die Video-Timings nach CVT (und GTF) zu berechnen.

#### Zukunft
Selbst CVT hat immer noch die Beschränkung, dass die horizontale Auflösung durch acht teilbar sein muss. Dies ließe sich momentan so umgehen, dass diese neuen Auflösungen in die DMT-Tabelle aufgenommen werden. Wenn mit dem Signal nicht nur Video-, sondern auch Audiosignale übertragen werden sollen, vertragen sich die berechneten Videotimings nicht optimal mit den in der Audiowelt verwendeten Timings.  Neueste Entwicklungen tragen dem Rechnung, indem sie auch die neuen Anforderungen und Rahmenbedingungen einbeziehen.

### Anschlüsse/Hardware-Schnittstellen
- VESA Feature Connector (VFC)
- VESA Advanced Feature Connector (VAFC)
- VESA Enhanced Video Connector
- VESA Local Bus (VLB)
- VESA Stereo
- VESA Video Interface Port (VIP)
- DisplayPort

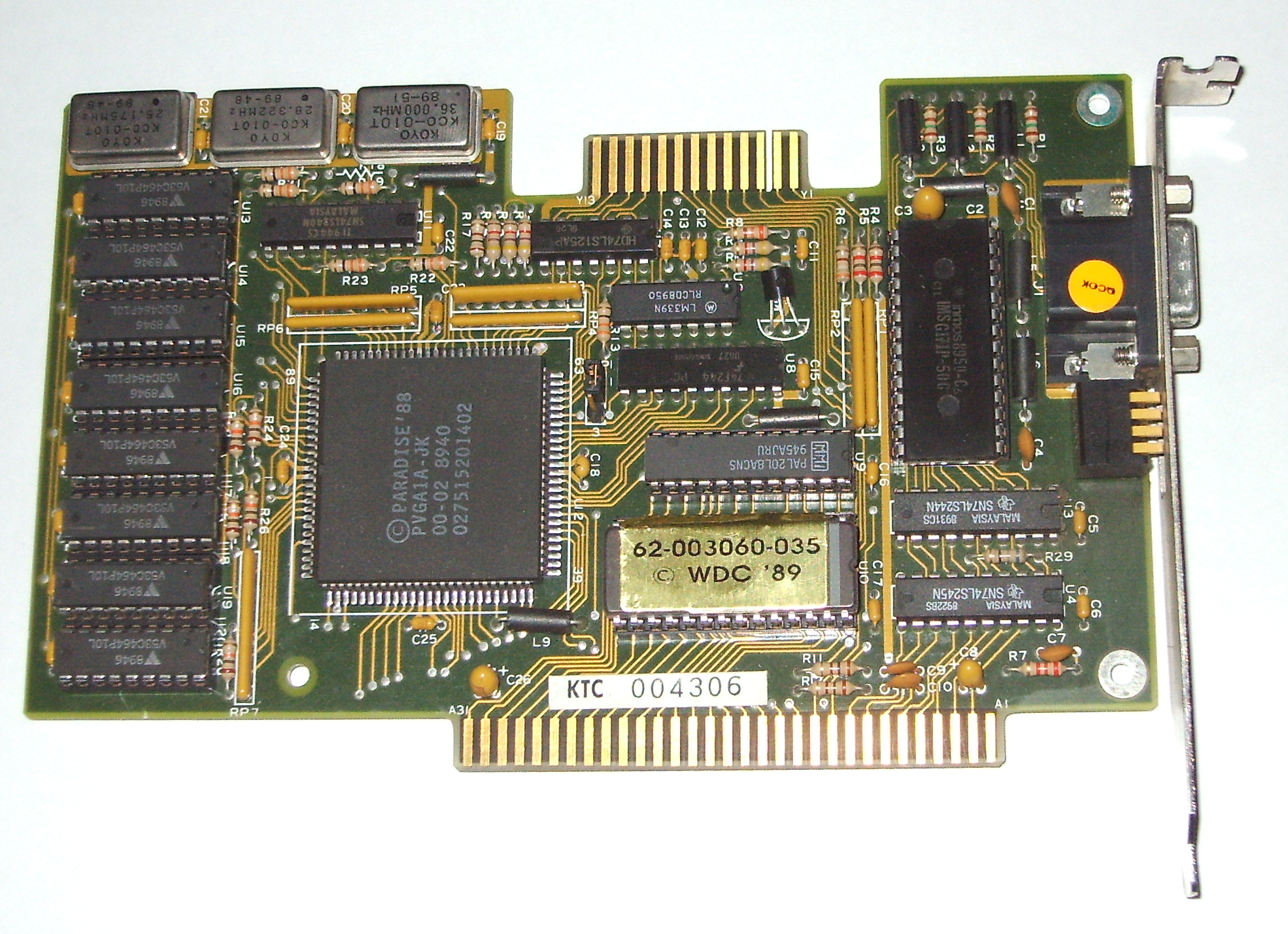
8-bit ISA-Grafikkarte mit 26-poligen VESA Feature Connector (oben)
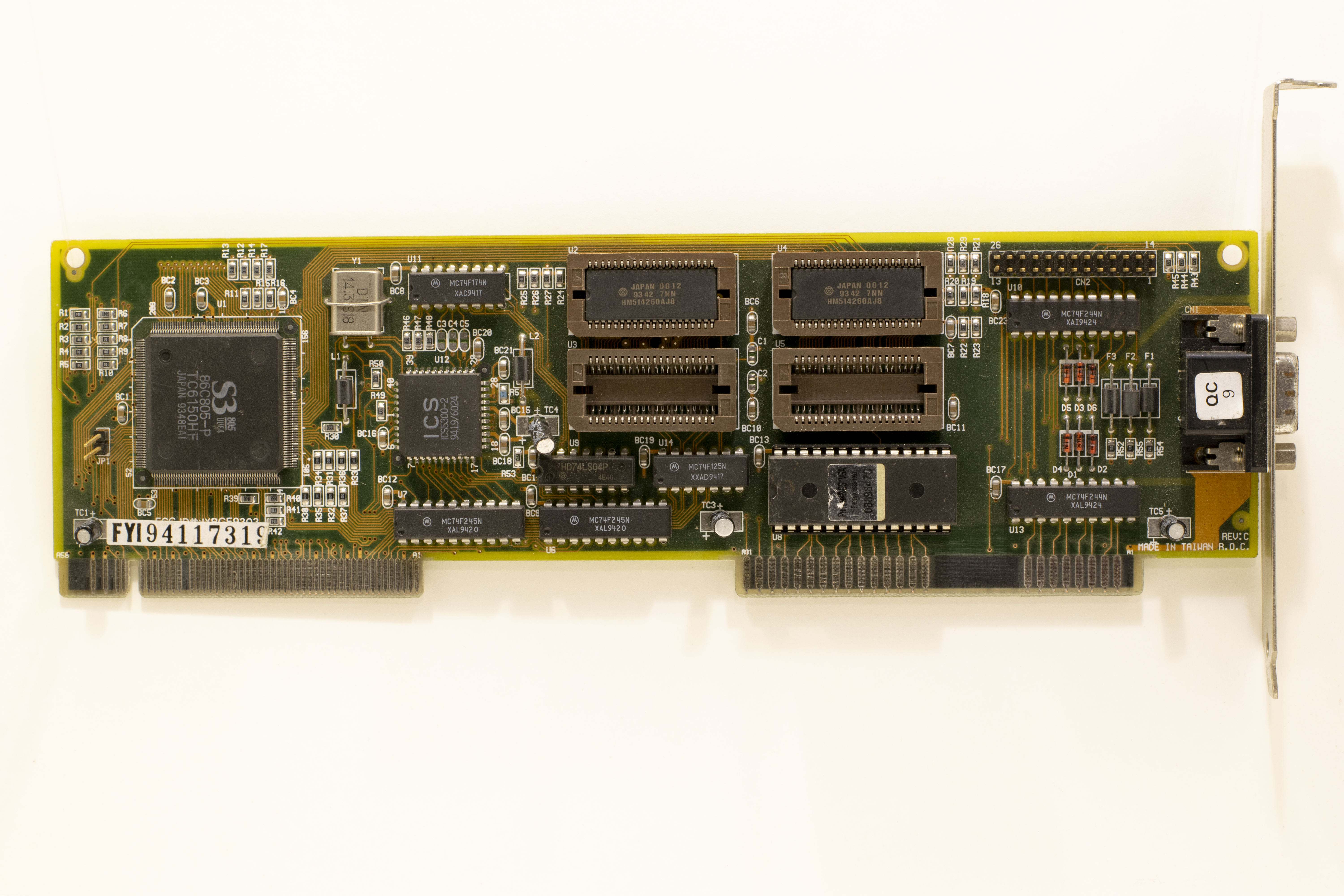
VLB-Grafikkarte mit 26-poligen VESA Feature Connector als Stiftleiste (oben rechts)
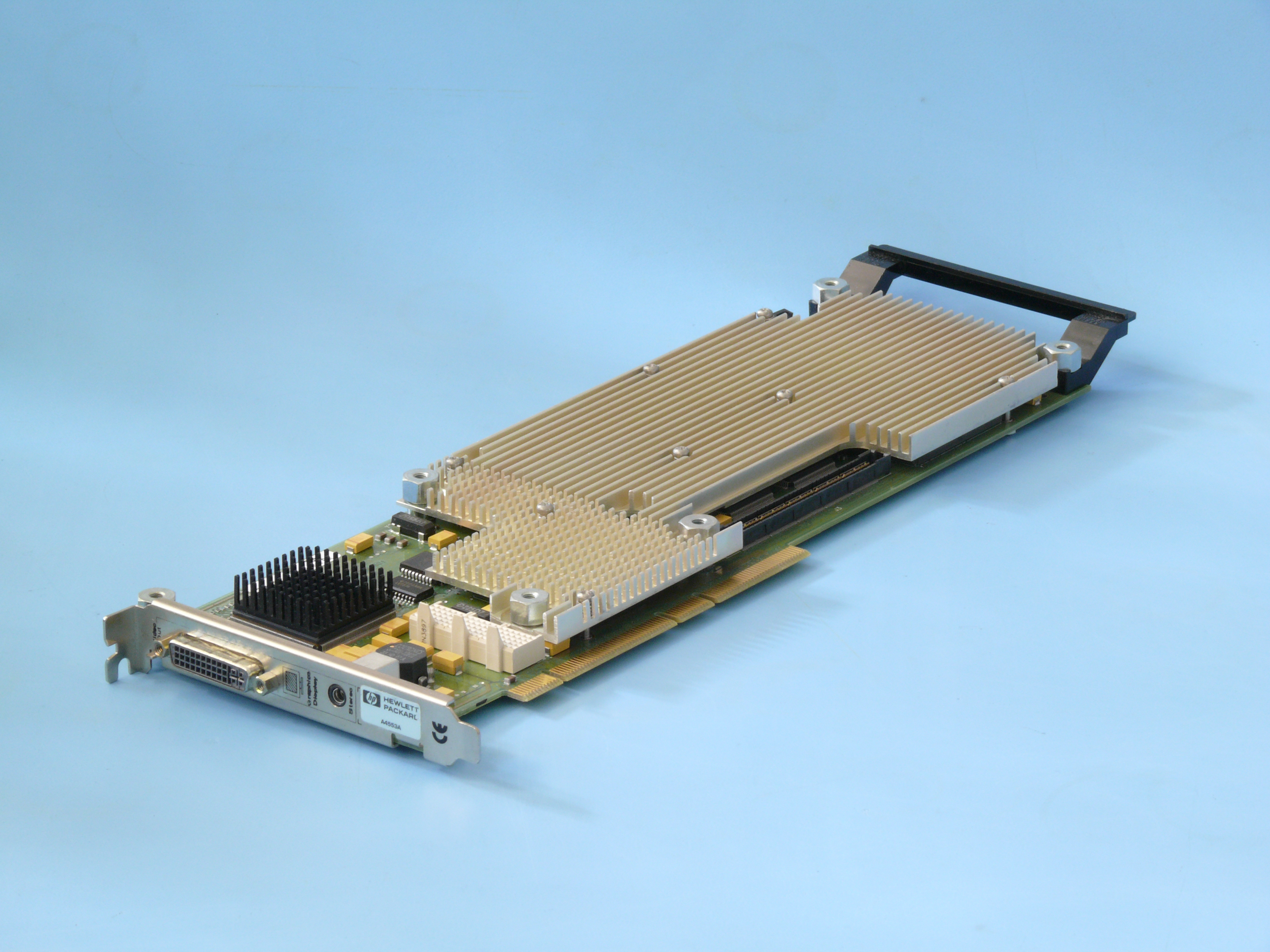
PCI-X-Grafikkarte mit VESA Enhanced Video Connector
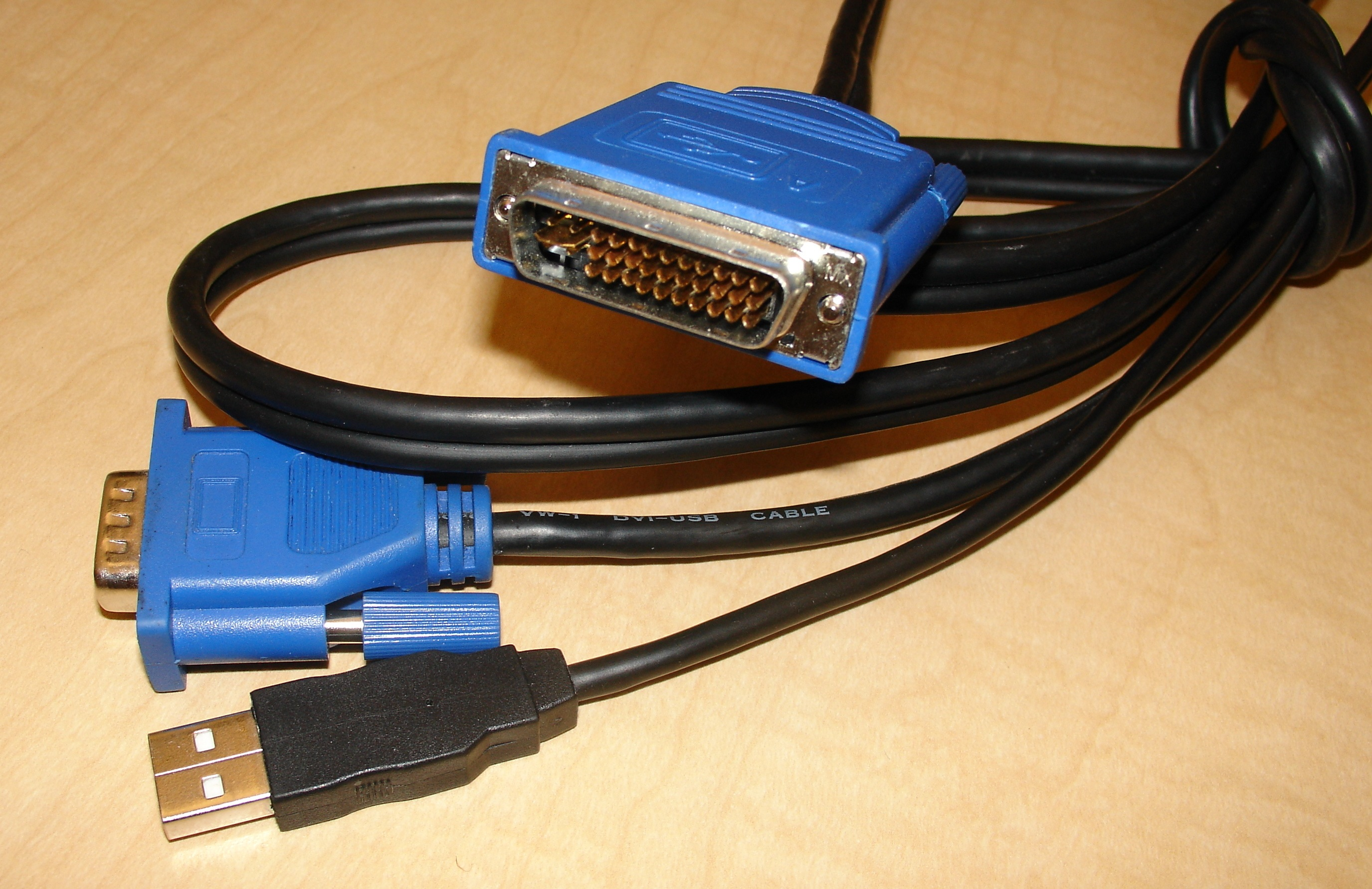
Kabel mit VESA Enhanced Video Connector

### VESA-Mounts (Bildschirm-Befestigungen)

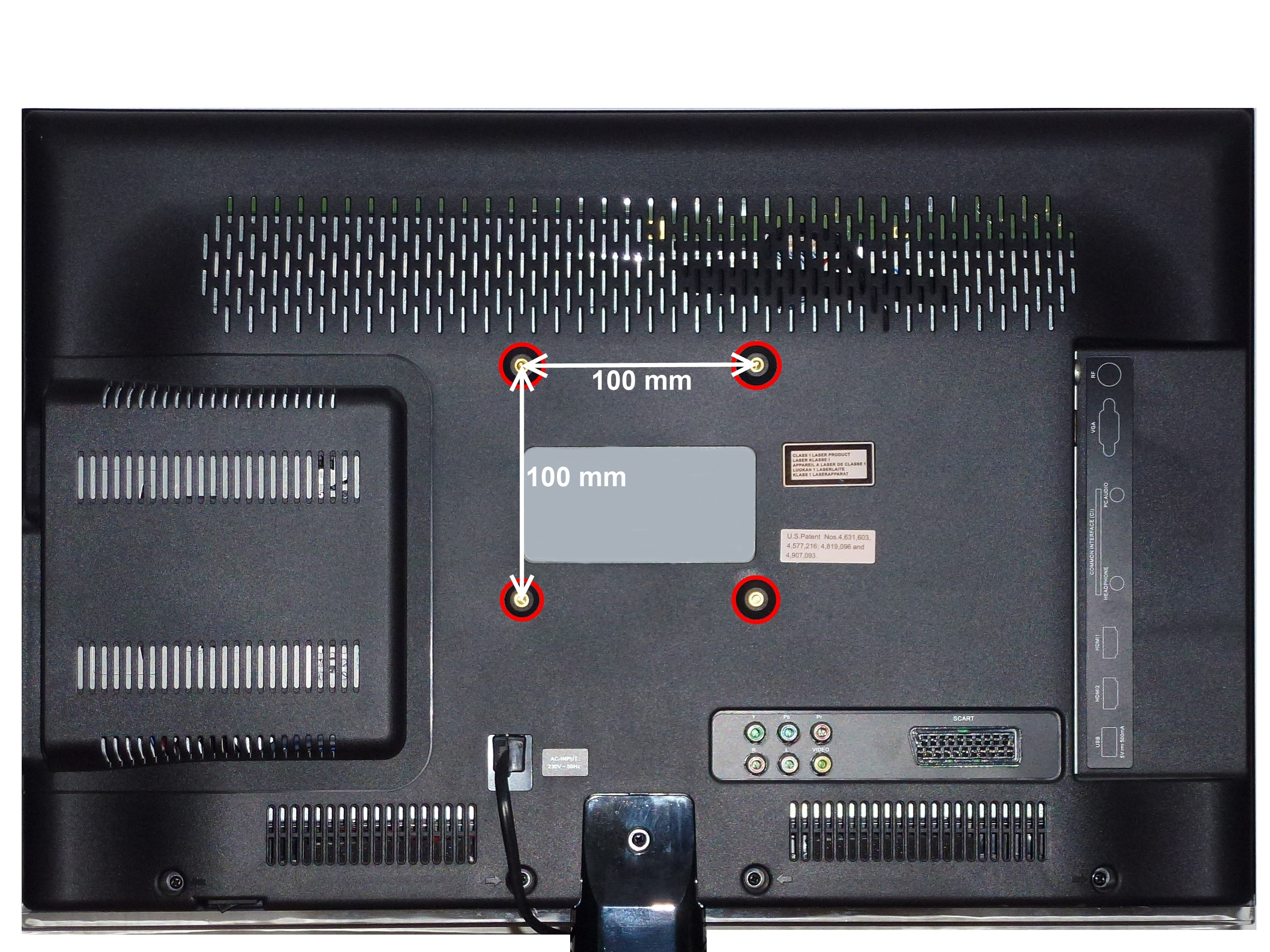
Befestigungssystem eines 22″ LCD-TV nach VESA MIS-D 100 C

Das VESA Flat Display Mounting Interface (FDMI) ist ein Standard für Befestigungen von Flachbildschirmen an Wänden, Decken, Tischen oder Fahrzeugen, der je nach Abmessung und Gewicht des Bildschirms mindestens vier Gewinde für metrische Schrauben vorsieht: Bis Oktober 2002 wurde diese Standardisierung unter der Bezeichnung Flat Panel Monitor Physical Mounting Interface (FPMPMI) geführt.
Die Varianten des FDMI sind vielfältig und beginnen bei vier Gewinden mit Abständen von 50 und 20 mm in fünf verschiedenen Anordnungen. Zur Benennung in Datenblättern ist eine Syntax vorgesehen, die mit VESA beginnt, gefolgt von MIS für Mounting Interface Standard, dem zutreffenden Teil des Standards und den zutreffenden Optionen dieses Teils. Dabei werden folgende Vorgaben hinsichtlich der Bildschirmdiagonale und der maximalen Gesamtmasse den einzelnen Teilen zugeordnet:
- Teil A: Offen, zukünftige Entwicklungen;
- Teil B: 10,2 bis 020,2 cm Bildschirmdiagonale; max. 2 kg; vier Schrauben 4 mm, 0,7 Steigung, 6 mm Länge
- Teil C: 20,3 bis 030,4 cm Bildschirmdiagonale; max. 4,5 kg; vier Schrauben 4 mm, 0,7 Steigung, 8 mm Länge
- Teil D: 30,5 bis 058,3 cm Bildschirmdiagonale; max. 14 kg; vier Schrauben 4 mm, 0,7 Steigung, 10 mm Länge
- Teil E: 58,4 bis 078,6 cm Bildschirmdiagonale; max. 22,7 kg; sechs Schrauben 4 mm, 0,7 Steigung, 10 mm Länge
- Teil F: 78,7 bis 228,6 cm Bildschirmdiagonale; max. 113,6 kg; n Schrauben 6 mm, 1,0 Steigung, 10 mm Länge oder 8 mm, 1,25 Steigung, 16 mm Länge

In der Praxis sind die Teile A–C wenig verbreitet und der Teil D wird stattdessen auch für kleinere Monitore bis herunter zu 12″ verwendet.
Ab 200 × 200 mm werden M6- statt M4-Schrauben verwendet, bei noch größeren Halterungen entweder M8-Schrauben (Samsung, bis 15 mm Länge), oder Lochraster mit 6, 8,... Gewinden nach Standard VESA MIS-F.
Beispiele:
- VESA MIS-D 75: 4× M4-Gewinde in quadratischer Anordnung 75 × 75 mm im Zentrum der Bildschirmrückseite.
- VESA MIS-D 100 C: Teil D des Standards, 4× M4-Gewinde in quadratischer Anordnung 100 × 100 mm im Zentrum der Bildschirmrückseite.
- VESA MIS-D 100 L/R: Teil D des Standards, 4× M4-Gewinde in rechteckiger Anordnung 100 × 50 mm am linken und rechten Rand der Bildschirmrückseite.
- VESA MIS-E 200 C: Teil E des Standards, 4× M4-Gewinde in rechteckiger Anordnung 100 × 200 mm im Zentrum der Bildschirmrückseite.
- VESA MIS-E 200 D: Teil F des Standards, 4× M6-Gewinde in rechteckiger Anordnung 200 × 200 mm im Zentrum der Bildschirmrückseite.